# Bill Demong
William "Bill" Demong, född 29 mars 1980 i Saranac Lake, New York, är en amerikansk utövare av nordisk kombination.
Demong deltog för första gången i världscupen 2000. Han vann sin första tävling 2002 i tjeckiska Liberec.
Demong har deltagit i fem olympiska spel, och hade som bäst blivit 14:e i sprint vid OS 2002 i Salt Lake City. Hans största meriter är olympiskt guld 2010 i den individuella tävlingen med stor backe + 10 kilometer, och han ingick även i det amerikanska lag som tog silver i lagtävlingen. Han vann också en silvermedalj i VM 2007 på 15 kilometer. 

### Fotnoter
1. ↑  Bill Demong Bio, Stats, and Results. Arkiverad 29 juni 2009 hämtat från the Wayback Machine. Sports-Reference.com. Läst 1 februari 2018.
2. ↑  ”American Demong Wins Nordic Race” (på engelska). Washington Post. 10 mars 2007. http://www.washingtonpost.com/wp-dyn/content/article/2007/03/09/AR2007030901772.html. Läst 16 september 2017.